# Romain Dedola
Romain Dedola (* 2. Januar 1989 in Rillieux-la-Pape, Département Rhône) ist ein französischer ehemaliger Fußballspieler. Er ist 167 cm groß und spielte im offensiven Mittelfeld.

## Verein
Dedola spielte in Frankreich bei Olympique Lyon und Racing Straßburg, bevor er von 2010 bis 2012 in der 2. Fußball-Bundesliga beim FC Ingolstadt 04 spielte. Dedola erhielt bei den Schanzern einen Vertrag bis 2012 und hatte die Rückennummer 14 inne. Am 9. Januar 2012 einigte sich Dedola mit dem FCI über eine vorzeitige Vertragsauflösung, da er in der Saison 2011/12 nur ein einziges Spiel für die Ingolstädter in der zweiten Bundesliga absolvierte. Er wechselte daraufhin zum Drittligisten SSV Jahn Regensburg.
Sein Debüt für den Jahn gab Dedola am 4. Februar 2012 (24. Spieltag) im Auswärtsspiel gegen den VfR Aalen, als er in der 77. Minute für Mahmut Temür eingewechselt wurde. Insgesamt 11 Mal kam er in der Rückrunde zum Einsatz, meist als Einwechselspieler. Der Jahn erreichte die Relegation, in der er nicht spielte, und stieg in die 2. Bundesliga auf. Ein halbes Jahr später zog es ihn dann zurück in seine Heimat zum Viertligisten Monts d´Or Azergues Foot. Seitdem spielte er bei mehreren Amateurvereinen, aktuell beim unterklassigen Klub Ain Sud Foot.

## Nationalmannschaft
Dedola war Kapitän der französischen U-19-Nationalmannschaft und durchlief zuvor die U 16, U 17 und U 18 seines Heimatlandes.

## Erfolge
- Aufstieg in die 2. Bundesliga 2012 mit Jahn Regensburg